# Équipe des Indes orientales néerlandaises de football à la Coupe du monde 1938
L'équipe des Indes orientales néerlandaises de football participa à la coupe du monde de football de 1938, ce qui constitua sa première et unique participation en coupe du monde. Pour cette première édition, les Indes orientales néerlandaises furent éliminées au premier tour, en inscrivant aucun but et en encaissant six par la Hongrie.

## Résumé
Bénéficiant du forfait du Japon, les Indes orientales néerlandaises se présentent à la Coupe du monde 1938, en tant que seul représentant du football asiatique. Il s'agit du premier pays d'Asie à disputer une phase finale de Coupe du monde.

## Qualification
Deux équipes seulement sont inscrites dans les éliminatoires de la zone Asie. Les Indes orientales néerlandaises sont automatiquement qualifiées du fait du retrait du Japon.
|  | Équipe                         | Pts | J | G | N | P | BP | BC | Diff |
|  | ------------------------------ | --- | - | - | - | - | -- | -- | ---- |
|  | Indes orientales néerlandaises |     |   |   |   |   |    |    |      |
|  | Japon forfait                  |     |   |   |   |   |    |    |      |

## Effectif
| Numéro / Nom       | Numéro / Nom                         | Club                | Date de naissance | J.              | Buts            |                 |                 |                 |
| Gardiens de but    | Gardiens de but                      | Gardiens de but     | Gardiens de but   | Gardiens de but | Gardiens de but | Gardiens de but | Gardiens de but | Gardiens de but |
| ------------------ | ------------------------------------ | ------------------- | ----------------- | --------------- | --------------- | --------------- | --------------- | --------------- |
|                    | Tan Mo Heng                          | HCTNH Malang        | 28.02.1913        | 1               | 0               | 0               | 0               | 0               |
|                    | L.N. van Beusekom                    | Hercules Batavia    |                   | 0               | 0               | 0               | 0               | 0               |
|                    | J. Harting                           | HBS Soerabaja       |                   | 0               | 0               | 0               | 0               | 0               |
| Défenseurs         |                                      |                     |                   |                 |                 |                 |                 |                 |
|                    | Frans G. Hu Kon                      | Sparta Batavia      | 1917              | 1               | 0               | 0               | 0               | 0               |
|                    | Jack Samuels                         | Excelsior Soerabaja | 1912              | 1               | 0               | 0               | 0               | 0               |
|                    | Dorst                                | ?                   |                   | 0               | 0               | 0               | 0               | 0               |
| Milieux de terrain |                                      |                     |                   |                 |                 |                 |                 |                 |
|                    | Sutan Anwar                          | Vios Batavia        | 21.03.1914        | 1               | 0               | 0               | 0               | 0               |
|                    | Frans Alfred Meeng                   | SVB Batavia         | 18.01.1910        | 1               | 0               | 0               | 0               | 0               |
|                    | Achmad Nawir                         | HBS Soerabaja       | 1911              | 1               | 0               | 0               | 0               | 0               |
|                    | G.H.V.L. Faulhaber                   | Djocoja             |                   | 0               | 0               | 0               | 0               | 0               |
|                    | G. van den Burgh                     | SVV Semarang        |                   | 0               | 0               | 0               | 0               | 0               |
|                    | Bing Mo Heng                         | Tiong Hoa Soerabaja |                   | 0               | 0               | 0               | 0               | 0               |
| Attaquants         |                                      |                     |                   |                 |                 |                 |                 |                 |
|                    | Isaak « Tjaak » Pattiwael            | Jong Ambon Batavia  | 23.02.1914        | 1               | 0               | 0               | 0               | 0               |
|                    | Suvarte Soedarmadji                  | HBS Soerabaja       | 06.12.1915        | 1               | 0               | 0               | 0               | 0               |
|                    | M.J. Hans Taihuttu                   | Jong Ambon Batavia  | 1909              | 1               | 0               | 0               | 0               | 0               |
|                    | Tan Hong Djien                       | Tiong Hoa Soerabaja | 12.01.1916        | 1               | 0               | 0               | 0               | 0               |
|                    | Hendrikus « Henk » Zomers            | Hercules Batavia    |                   | 1               | 0               | 0               | 0               | 0               |
|                    | Tan See Han                          | Tiong Hoa Soerabaja | 1910              | 0               | 0               | 0               | 0               | 0               |
|                    | Teilherber                           | Djocoja             |                   | 0               | 0               | 0               | 0               | 0               |
|                    | R. Telwe                             | HBS Soerabaja       |                   | 0               | 0               | 0               | 0               | 0               |
| Sélectionneur      |                                      |                     |                   |                 |                 |                 |                 |                 |
|                    | Johannes Christoffel van Mastenbroek |                     | 05.07.1902        |                 |                 |                 |                 |                 |

## Coupe du monde

### Huitième-de-finale
| 5 juin 1938                       | Hongrie                                                       | 6 - 0 | Indes orientales néerlandaises | Vélodrome municipal, Reims                   |                                              |
| 17:00 · Historique des rencontres | Kohut 14e · Toldi 16e · Sárosi 25e, 88e · Zsengellér 30e, 67e |       |                                | Spectateurs : 9 000 Arbitrage : Roger Conrié | Spectateurs : 9 000 Arbitrage : Roger Conrié |
| 17:00 · Historique des rencontres | (Rapport)                                                     |       |                                | Spectateurs : 9 000 Arbitrage : Roger Conrié | Spectateurs : 9 000 Arbitrage : Roger Conrié |